# 青地礼幹
青地 礼幹（あおち のりもと）は、江戸時代前期から中期にかけての加賀藩士・儒学者。通称は藤太夫。字は貞叔。号は浚新斎、麗沢。

## 略歴
延宝3年（1675年）、青地定政の子として誕生。父・定政は、家老本多家の一族から青地氏に養子入りした。米沢藩家老直江兼続の弟、大国実頼の曽孫でもある。
兄・斉賢（兼山）と共に、室鳩巣を師とする。藩主・前田綱紀、吉徳に仕え、新番頭、小将組頭などを勤めた。加賀騒動に先立って、寛保2年（1742年）、家老本多政昌宛に大槻伝蔵の弾劾文を送ったことでも知られる。
著作には『浚新文集』『可観小説』など。鳩巣との書簡を兄と共に編纂した、『兼山秘策（兼山麗沢秘策）』が特に知られる。師から木下順庵、新井白石の書簡も譲り受け、これらも編纂している。
随筆集『可観小説』は、自身の血縁との関わりから上杉家に関する逸話も多く、前田・上杉両家に関わるものとして、前田慶次についても記述されている。
また同書には、竹島一件についての伝聞書「日本の竹島、朝鮮へ奪はるゝ事」という一節がある。正徳元年（1711年）の京都滞在中に、相国寺慈照院主だった別宗祖縁からの伝聞である。同僧は事件当時、対馬国以酊庵の輪番で対朝鮮外交に携わり、この一件の事情にもよく通じていた。対馬では武士、平民から僧侶までも、将軍綱吉の失態と憤ったという。文中での「竹島」とは、朝鮮のいうところの欝梁島（原文ママ）である、と明記されている。